# Georgiy Tsurtsumia
Georgiy Tsurtsumia (n. 29 octombrie 1980, Tsalenjikha⁠(d), Republica Sovietică Socialistă Gruzină, URSS) este un luptător ce a reprezentat Georgia, medaliat olimpic. A participat la o ediție a Jocurilor Olimpice (2004) în care a câștigat o medalie de argint.